# Dover (Arkansas)
Dover es una ciudad en el Condado de Pope, Arkansas, Estados Unidos. La población fue de 1.329 en el censo de 2000.

## Geografía
Dover se localiza a 35°24′2″N 93°6′45″O / 35.40056, -93.11250. De acuerdo a la Oficina del Censo de los Estados Unidos, la ciudad tiene un área total de 4,7 km², de los cuales el 100% es tierra.

## Demografía
Para el censo de 2000, había 1.329 personas, 529 hogares y 372 familias en la ciudad. La densidad de población era 283,5 hab/km². Había 579 viviendas para una densidad promedio de 123,5 por kilómetro cuadrado. De la población 97,37% eran blancos, 0,23% afroamericanos, 0,68% amerindios, 0,15% asiáticos, 0,60% de otras razas y 0,98% de dos o más razas. 1,96% de la población eran hispanos o latinos de cualquier raza.
Se contaron 529 hogares, de los cuales 37,4% tenían niños menores de 18 años, 48,6% eran parejas casadas viviendo juntos, 16,6% tenían una mujer como cabeza del hogar sin marido presente y 29,5% eran hogares no familiares. 26,8% de los hogares eran un solo miembro y 14,2% tenían alguien mayor de 65 años viviendo solo. La cantidad de miembros promedio por hogar era de 2,50 y el tamaño promedio de familia era de 3,01.
En la ciudad la población está distribuida con 29,3% menores de 18 años, 10,2% entre 18 y 24, 28,1% entre 25 y 44, 18,6% entre 45 y 64 y 13,8% tenían 65 o más años. La edad media fue 32 años. Por cada 100 mujeres había 79,8 varones. Por cada 100 mujeres mayores de 18 años, había 79,0 varones.
El ingreso medio para un hogar en la ciudad fue de $27.697 y el ingreso medio para una familia $33.879. Los hombres tuvieron un ingreso promedio de $25.625 contra $19.073 de las mujeres. El ingreso per cápita de la ciudad fue de $13.261. Cerca de 10,6% de las familias y 14,6% de la población estaban por debajo de la línea de pobreza, 13,9% de los cuales eran menores de 18 años y 14,0% mayores de 65.

## La masacre de Dover
El 22 de diciembre de 1987, Ronald Gene Simmons mató a los catorce miembros de su familia durante una reunión navideña en Dover. Dos días después, continuó la matanza en Russellville, la sede de condado, habiendo elegido antiguos empleadores y colegas, matando a dos e hiriendo a otros dos. Simmons fue arrestado sin ofrecer resistencia. Fue sentenciado a muerte el 10 de diciembre de 1989 y ejecutado el 25 de junio de 1990, el período entre sentencia y ejecución más corto en los Estados Unidos desde que la pena de muerte fue reinstaurada en 1976.